# Muàyyad-ad-Din Muhàmmad ibn al-Alkamí
Muàyyad-ad-Din Muhàmmad ibn al-Alkamí fou visir del darrer califa abbàssida Al-Mustàssim, nascut a la vila de Nil, al canal de Nil (Iraq). Era istadh ad-dar quan Al-Mustàssim va accedir al tron. Va mantenir correspondència amb els mongols abans de la conquesta de Bagdad i sembla que va trair el seu senyor, encara que probablement no, amb l'extensió que alguns com Al-Juzjaní li atribueixen. Conquerida Bagdad per Hulagu, va ser mantingut com a visir, però va morir poc després el 6 de juny de 1258; el seu fill Xaharaf-ad-Din Abu-l-Qàssim Alí l'hauria substituït, i el càrrec va passar a un personatge de nom Ibn Amran, originari de Baquba.